# Roger Christian (hockey sur glace)
Pour les articles homonymes, voir Roger Christian et Christian.
Roger Christian est un joueur américain de hockey sur glace né le 1er décembre 1935 à Warroad et mort le 9 novembre 2011.

## Biographie
Lors des Jeux olympiques d'hiver de 1960, il remporte la médaille d'or avec l'équipe des États-Unis.